# Muscle cutané
Un muscle cutané ( ou muscle peaucier ou muscle superficiel) est un muscle dont au moins une des extrémités s'attache à la face profonde de la peau il s'agit d'une insertion sous-cutanée, l'autre insertion s'attache souvent sur l'os ce qui permet le plissement de la peau, une déformation de celle-ci tout en prenant appui sur une insertion solide. Il n'est pas recouvert par un fascia. Ce sont eux qui via des tractions répétées un grand nombre de fois sur la peau sont à l'origine des rides et ridules qui se forment avec l'âge sur une peau de moins en moins élastique

## Chez les animaux
Chez certains animaux ces muscles (qui peuvent être contrôlés sélectivement) jouent un rôle dans le hérissement du pelage (ou de pics chez le porc-épic ou le hérisson par exemple).
Chez les céphalopodes, ils peuvent modifier de manière immédiate et réversible le relief de la peau, mais aussi activer ou désactiver les chromatophores (contenant des iridocytes ou iridophores riches en réflectines (une famille de protéines qui selon leur configuration modifient l'incidence de la lumière qu'elles réfléchissent, permettant à l'animal de communiquer via les motifs colorés de sa peau ou de se camoufler dans son environnement),.
Chez le cheval, leur action réflexe entraîne un frisson permettant de chasser les insectes.  

## Chez l'humain
On peut citer comme exemple
- les muscles de la face qui contribuent aux expressions, mimiques et micro-expressions du visage humain[5], et en particulier sous les lèvres[6] (qui permettent par exemple le sourire[7]) le front, les sourcils et le menton[8]. En cas de paralysie de ces muscles, le visage perd une grande partie de sa capacité à exprimer des sentiments[9]. Ils sont étudiés par certains artistes via l'anatomie artistique[10]
- le muscle peaucier du cou
- le dartos, présent sous la peau du scrotum (qui est fine et dépourvue de graisse sous-cutanée et réagit, grâce à ce muscle à la température[11])
- le muscle péripénien[12] (ou « muscle peaucier de la verge »)[12]